# Blodpirol
Blodpirol (latin: Oriolus traillii) er en fugl i pirolfamilien, som findes i Bangladesh, Bhutan, Cambodia, Indien, Laos, Myanmar, Nepal, Taiwan, Thailand,  Tibet og Vietnam.
Hunnerne er noget mørkere i farven, mens ungfuglene er noget lysere i farven. Fuglen er 25 cm lang. Føden består af vilde figner, bær, nektar og insekter.